# 小少将 (阿波国の人物)
小少将（こしょうしょう、生没年不詳）は、戦国時代の女性。細川氏之（持隆）の側室で、後に三好実休の継室になったとされる。細川真之・三好長治の生母。大形殿（おおかたどの）とも称される。

## 生涯
阿波国西条東城主である岡本美作守の娘として生まれる。
当初は阿波守護・細川氏之（持隆）の正室・大内氏に侍女として仕え、その後、氏之の寵愛を受け、細川真之を生んだという。
天文22年（1553年）、氏之が三好実休に殺害されると、実休は真之を主君に擁立し、その母である小少将を室に迎えた。小少将と実休の間には三好長治が生まれている。また実休に嫁いだ後、小少将は大形殿と呼ばれた。
永禄5年（1562年）、実休が戦死した。実休没後の小少将について、近世初期に成立した軍記『昔阿波物語』や『三好記』では、三好氏の重臣・篠原自遁を身近に招き密通したと記されている。両書によると、この醜聞は国中に広まり、小少将は噂が広まった責任を三好氏の執政である篠原長房に押し付けたという。この結果、元亀4年（1573年）、篠原長房は小少将の子である三好長治と細川真之により討たれたとされる。なお、篠原長房と三好長治らの対立の原因を小少将に求める説は信憑性が乏しいとされている。
また、いくつかの軍記は小少将が篠原自遁に嫁いだとしている。
四国にはこの他、同じ名の人物として長宗我部元親の側室で長宗我部右近大夫の母の小少将がいる。

## 人物
『三好記』によると、小少将は容貌が優れており、そのため細川氏之の寵愛を受けたとされる。